# Valea Ierii (gmina)
Velea Ierii – gmina w Rumunii, w okręgu Kluż. Obejmuje miejscowości Cerc, Plopi i Valea Ierii. W 2011 roku liczyła 888 mieszkańców.